# 栗原市立瀬峰中学校
栗原市立瀬峰中学校（くりはらしりつ せみねちゅうがっこう）は、宮城県栗原市にあった公立中学校。

## 沿革
- 1951年（昭和26年）4月 - 当時の瀬峰町立瀬峰中学校として開校[1]
- 2005年（平成17年）4月1日 - 新設合併により栗原市立瀬峰中学校に改称
- 2019年（平成31年）3月31日 - 高清水中学校と統合し、新設の栗原南中学校が開校するのみ伴い、閉校。校舎は瀬峰中学校の校舎をそのまま使用[2]

## 学区
- 旧瀬峰町内